# Pteromalus hyponomeutae
Pteromalus hyponomeutae is een vliesvleugelig insect uit de familie Pteromalidae. De wetenschappelijke naam is voor het eerst geldig gepubliceerd in 1909 door Masi.